# Kaska
Le kaska est une langue athapascane parlée dans le sud-est du Yukon et le nord de la Colombie-Britannique au Canada par les Kaska Dena.
Selon Statistique Canada, en 2021, le kaska est la langue maternelle de 125 personnes au Canada.

## Écriture
Le kaska est écrit avec 5 voyelles ‹ a e i o u ›. Les voyelles longues sont indiquées à l’aide du macron ‹ ā ē ī ō ū › et la nasalisation à l’aide de l’ogonek ‹ ą ę į ǫ ų ›. Les voyelles peuvent être longues et nasalisées ‹ ą̄ ę̄ į̄ ǭ ų̄ ›.
Les voyelles courtes, longues ou nasalisées peuvent aussi avoir un signe diacritique indiquant le ton : le ton bas n’est pas indiqué par un signe diacritique, les tons haut, tombant et montant sont indiqués à l’aide de l’accent aigu ‹ á é í ó ú ›, de l’accent circonflexe ‹ â ê î ô û › et du caron ‹ ǎ ě ǐ ǒ ǔ ›. 
Les voyelles utilisées sont donc : a e i o u, á é í ó ú, â ê î ô û, ǎ ě ǐ ǒ ǔ, ā ē ī ō ū, ā́ ḗ ī́ ṓ ū́, ā̂ ē̂ ī̂ ō̂ ū̂, ā̌ ē̌ ī̌ ō̌ ū̌, ą ę į ǫ ų, ą́ ę́ į́ ǫ́ ų́, ą̂ ę̂ į̂ ǫ̂ ų̂, ą̌ ę̌ į̌ ǫ̌ ų̌, ą̄ ę̄ į̄ ǭ ų̄, ą̄́ ę̄́ į̄́ ǭ́ ų̄́, ą̄̂ ę̄̂ į̄̂ ǭ̂ ų̄̂, ą̄̌ ę̄̌ į̄̌ ǭ̌ ų̄̌.
Il y a 80 voyelles au total.
Seule une minorité de ces voyelles sont codées comme caractères précomposés dans Unicode : a e i o u, á é í ó ú, â ê î ô û, ǎ ě ǐ ǒ ǔ, ā ē ī ō ū, ḗ ṓ, ą ę į ǫ ų, ǭ ; les autres pouvant être composés à l’aide de caractères de diacritiques combinants.
| a   | á  | ą   | ą́  | ā   | ā́  | â  |
| ǎ   | ą̄  | ą̄́   | ą̂  | ą̌   | b  | ch |
| chʼ | d  | dl  | dz | e   | é  | ę  |
| ę́   | ē  | ḗ   | ê  | ě   | ę̄  | ę̄́  |
| ę̂   | ę̌  | f   | g  | gh  | h  | i  |
| í   | į  | į́   | ī  | ī́   | î  | ǐ  |
| į̄   | į̄́  | į̂   | į̌  | j   | k  | kʼ |
| l   | ł  | m   | n  | o   | ó  | ǫ  |
| ǫ́   | ō  | ṓ   | ô  | ǒ   | ǭ  | ǭ́  |
| ǫ̂   | ǫ̌  | p   | r  | s   | sh | t  |
| tʼ  | tl | tlʼ | ts | tsʼ | u  | ú  |
| ų   | ų́  | ū   | ū́  | û   | ǔ  | ų̄  |
| ų̄́   | ų̂  | ų̌   | y  | ÿ   | z  | ʼ  |